# Adolf Wiklund (biathlon)
Adolf Jakob Wiklund, né le 19 décembre 1921 et mort le 21 septembre 1970, est un biathlète suédois.

## Biographie
Il est le premier champion du monde de biathlon de l'histoire en remportant l'individuel en 1958 à Saalfelden, contribuant au succès suédois au classement par équipes.
Il participe aux Jeux olympiques d'hiver de 1960, où il se classe 19e de l'individuel.
Il arrête sa carrière sportive en 1961.

## Palmarès

### Championnats du monde
- Saalfelden 1958 :
  -  Médaille d'or sur l'individuel.
  -  Médaille d'or par équipes.
- Courmayeur 1959 :
  -  Médaille d'argent par équipes.